# Afrikanska mästerskapen i friidrott 1992
De 8:e afrikanska mästerskapen i friidrott genomfördes 25 – 28 juni 1992 på Mauritius. 

Tävlingar anordnades i 22 grenar för män och 19 grenar för kvinnor. För första gången var tresteg för kvinnor på programmet. Däremot genomfördes ingen tävling i maraton för män. 

Sammanlagt deltog 336 friidrottare från 24 länder. 

Eftersom Sydafrika börjat avskaffa apartheid tilläts för första gången idrottare från Sydafrika att delta i mästerskapen och de hemförde överlägset den inofficiella nationstävlingen. 

## Resultat

### Män
100 meter

1 Victor Omagbemi, Nigeria, 10,34

2Charles-Louis Seck, Senegal, 10,40

3 Johan Rossouw, Sydafrika, 10,43

200 meter

1 Victor Omagbemi, Nigeria, 21,20

2 Emmanuel Tuffour, Ghana, 21,28

3 John Myles-Mills, Ghana, 21,31

400 meter

1 Bobang Phiri, Sydafrika, 45,42

2 Kennedy Ochieng, Kenya, 46,23

3 Abedinego Matilu, Kenya, 46,62

800 meter

1 Charles Nkazamyampi, Burundi, 1.46,95

2 Cliffie Miller, Sydafrika, 1.47,19

3 Mahjoub Haïda, Marocko, 1.47,71

1 500 meter

1 Nelson Chirchir, Kenya, 3.38,52

2 Johan Landsman, Sydafrika, 3.38,60

3 Robert Mdogo, Kenya, 3.39,18

5 000 meter

1 James Songok, Kenya, 13.24,63

2 Worku Bikila, Etiopien, 13.25,98

3 Josphat Machuka,  Kenya, 13.28,85

10 000 meter

1 Josphat Machuka, Kenya, 27.59,70

2 Matthews Motshwarateu, Sydafrika, 28.22,57

3 Xolile Yawa, Sydafrika, 28.27,82

3 000 meter hinder

1 Whaddon Niewoudt, Sydafrika, 8.26,44

2 Gladstone Kabiga, Kenya, 8.26,68

3 Eliud Barngetuny, Kenya, 8.38,02

110 meter häck

1 Judex Lefou, Mauritius, 13,91

2 Kobus Schoeman, Sydafrika, 13,92

3 Winpie Nel, Sydafrika, 13,98

400 meter häck

1 Dries Vorster, Sydafrika, 49,66

2 Amadou Dia Ba, Senegal, 49,71

3 Hubert Rakotombélontsoa, Madagaskar, 50,56

Höjdhopp

1 Yacine Mousli, Algeriet, 2,21

2 Othmane Belfaa, Algeriet, 2,16

3 Khemraj Naiko, Mauritius, 2,16

Stavhopp

1 Okkert Brits, Sydafrika, 5,35

2 Kersley Gardenne, Mauritius, 5,30

3 Riaan Botha, Sydafrika, 5,20

Längdhopp

1 Ayodele Aladefa, Nigeria, 7,95

2 François Fouché, Sydafrika, 7,91

3 Danny Beauchamp, Seychellerna, 7,86

Tresteg

1 Toussaint Rabenala, Madagaskar, 17,04

2 Francis Dodoo, Ghana, 16,43

3 Papa Ladji Konaté, Senegal, 16,23

Kulstötning

1 Chima Ugwu,  Nigeria, 18,50

2 Khalid Fatihi, Marocko, 17,49

3 Adewale Olukoju, Nigeria, 17,06

Diskuskastning

1 Adewale Olukoju, Nigeria, 60,66

2 Mohamed Naguib Hamed, Egypten, 57,12

3 Dawie Kok, Sydafrika, 55,72

Släggkastning

1 Hakim Toumi, Algeriet  69,80

2 Sherif Farouk El Hennawi, Egypten, 68,08

3 Charlie Koen, Sydafrika, 63,14

Spjutkastning

1 Tom Petranoff, Sydafrika, 87,26

2 Wilhelm Pauer, Sydafrika, 81,60

3 Phillip Spies, Sydafrika, 73,80

Tiokamp

1 Mourad Mahour Bacha, Algeriet, 7 467

2 Gino Antoine, Mauritius, 6 803

3 Patrick Legrand, Mauritius, 6 798

Gång 20 km landsväg

1 Chris Britz, Sydafrika, 1:29.56

2 Johan Moerdyk, Sydafrika, 1:30.54

3 Riecus Blignouat, Sydafrika, 1:31.59

Stafett 4 x 100 meter
 
1 Sydafrika, 39,57

2 Senegal, 39,60

3 Nigeria, 39,73

Stafett 4 x 400 meter 

1 Sydafrika, 3.06,95

2 Senegal, 3.07,77

3 Kenya, 3.08,37

### Kvinnor
100 meter

1 Elinda Vorster, Sydafrika, 11,26

2 Marcel Winkler, Sydafrika, 11,31

3 Rufina Uba, Nigeria, 11,42

200 meter

1 Elinda Vorster, Sydafrika, 23,60

2 Marcel Winkler, Sydafrika, 23,60

3 Yolanda Steyn, Sydafrika, 24,11

400 meter 1 Omotayo Akinremi, Nigeria, 52,53

2 Aïssatou Tandian, Senegal, 52,64

3 Omolade Akinremi, Nigeria, 53,14

800 meter

1 Zewde Haile Mariam, Etiopien, 2.06,20

2 Najat Ouali, Marocko, 2.07,40

3 Ilse Wicksell, Sydafrika, 2.07,48

1 500 meter

1 Elana Meyer, Sydafrika, 4.18,44

2 Gwen Griffiths, Sydafrika, 4.20,79

3 Najat Ouali, Marocko, 4.23,22

3 000 meter

1 Derartu Tulu, Etiopien, 9.01,12

2 Gwen Griffiths, Sydafrika, 9.03,10

3 Getenesh Urge, Etiopien, 9.03,32

10 000 meter

1 Derartu Tulu, Etiopien, 31.32,25

2 Lydia Cheromei, Kenya, 31.41,09

3  Luchia Yishak, Etipoien, 32.28,86

100 meter häck

1 Ime Akpan, Nigeria, 13,14

2 Karen van der Veen, Sydafrika, 13,29

3 Annemarie le Roux, Sydafrika, 13,70

400 meter häck

1 Myrtle Bothma, Sydafrika, 56,02

2 Nadia Zétouani, Marocko, 57,31

3 Omolade Akinremi, Nigeria, 57,43

Höjdhopp

1 Lucienne N'Da, Elfenbenskusten, 1,95

2 Charmaine Weavers, Sydafrika, 1,92

3 Desiré du Plessis, Sydafrika, 1,86

Längdhopp

1 Karen Botha, Sydafrika, 6,78

2 Stella Emefesi, Nigeria, 5,98

3 Maryna van Niekerk, Sydafrika, 5,98

Tresteg

1 Awa Dioum-Ndiaye, Senegal, 12,47

2 Ndounga Kolossi, Kenya, 12,41

3 Sonya Agbéssi, Benin, 12,17

Kulstötning

1 Fouzia Fatihi, Marocko, 15,82

2 Hanan Ahmed Khaled, Egypten, 15,49

3 Elizabeth Olaba, Kenya, 14,77

Diskuskastning

1 Lizette Etsebeth, Sydafrika, 54,84

2 Nanette van der Walt, Sydafrika, 53,40

3 Zoubida Laayouni, Marocko, 52,74

Spjutkastning

1 Seraphina Nyauma, Kenya, 53,02

2 Liezl Roux, Sydafrika, 52,42

3 Rhona Dwinger, Sydafrika, 51,28

Sjukamp

1 Chrisna Oosthuizen, Sydafrika, 
5 056
2 Caroline Kola, Kenya, 4 994

3 Albertine Koutouan, Elfenbenskusten, 4 977

Gång 5 000 meter bana

1 Dounia Kara, Algeriet, 24.57,02

2 Maryse Pyndiah, Mauritius, 25.11,95

3 Susan Bingham, Sydafrika, 25.45,64

Stafett 4 x 100 meter 

1 Sydafrika, 44,53

2 Nigeria, 45,19

3 Madagaskar, 45,38

Stafett 4 x 400 meter 

1 Nigeria, 3.33,13

2 Sydafrika, 3.36,19

3 Mauritius, 3.42,68

## Medaljfördelning
| Plac | Nation          |    |    |    | Totalt |
| ---- | --------------- | -- | -- | -- | ------ |
| 1    | Sydafrika       | 16 | 16 | 15 | 47     |
| 2    | Nigeria         | 8  | 2  | 5  | 15     |
| 3    | Kenya           | 4  | 5  | 6  | 15     |
| 4    | Algeriet        | 4  | 1  | 0  | 5      |
| 5    | Etiopien        | 3  | 1  | 2  | 6      |
| 6    | Senegal         | 1  | 5  | 1  | 7      |
| 7    | Mauritius       | 1  | 3  | 3  | 7      |
|      | Marocko         | 1  | 3  | 3  | 7      |
| 9    | Madagaskar      | 1  | 0  | 2  | 3      |
| 10   | Elfenbenskusten | 1  | 0  | 1  | 2      |
| 11   | Burundi         | 1  | 0  | 0  | 1      |
| 12   | Egypten         | 0  | 3  | 0  | 3      |
| 13   | Ghana           | 0  | 2  | 1  | 3      |
| 14   | Seychellerna    | 0  | 0  | 1  | 1      |
|      | Benin           | 0  | 0  | 1  | 1      |